# Villa de Allende
Villa de Allende är en kommun i Mexiko.   Den ligger i delstaten Mexiko, i den södra delen av landet, 100 km väster om huvudstaden Mexico City.
Följande samhällen finns i Villa de Allende:
- Amanalco de Becerra
- El Jacal
- Barrio los Tules
- San Jerónimo Totoltepec
- Barrio Chiquichuca
- Barrio la Joya
- San Ildefonso
- Barrio el Boncho
- San Pablo Malacatepec
- Sabana de Taborda 1ra. Sección
- Loma de San Pablo
- Casa Blanca
- Sabana del Madroño
- Mesas de San Jerónimo
- San Francisco de Asís
- Manzana de Cashte
- Loma Chica
- Sabana de San Jerónimo
- La Peña
- Barrio el Salto
- Soledad del Salitre
- Manzana los Colchones
- Los Hoyos
- Potrero
- Filiberto Gómez
- Cerro de Guadalupe
- El Puerto Lengua de Vaca
- Monte Alto